# Santosh Sivan
Santosh Sivan (Trivandrum, 8 febbraio 1964) è un regista e direttore della fotografia indiano.

## Biografia
La sua è una famiglia di cineasti: suo padre lavora per la cinematografia in lingua malayalam; ha due fratelli, uno più grande (Sanjiv Sivan) e uno più piccolo (Sangeeth Sivan), entrambi registi.
Come direttore della fotografia ha lavorato in oltre quaranta film dagli anni Ottanta a metà anni Novanta, grazie ai quali ha vinto undici National Film Awards.
Come regista ha raggiunto una notevole fama a Bollywood grazie a The Terrorist (1999) e a Asoka (2001).

## Filmografia parziale

### Regista
- Malli (1998)
- The Terrorist (1999)
- Asoka (2001)
- Navarasa (2005)

### Direttore della fotografia
- Dil Se... (1998)
- The Terrorist (1999)
- Asoka (2001)
- Matrimoni e pregiudizi (2004)
- The Mistress of Spices (2005)
- Navarasa (2005)